# M1918 Browning Automatic Rifle
L'M1918 Browning Automatic Rifle (meglio noto come Browning Automatic Rifle, in acronimo BAR) è un fucile mitragliatore progettato e prodotto negli USA durante il XX secolo.
Ideato da John Moses Browning e prodotto dalla Browning Arms Company, venne impiegato dall'esercito statunitense in piccoli quantitativi per la prima volta durante le ultime fasi della prima guerra mondiale; tuttavia il BAR venne ufficialmente adottato dagli Stati Uniti solo nel 1938 con la denominazione U.S. Automatic Rifle, Caliber .30, M1918 come arma da squadra. Venne prodotto ed esportato in vari Stati, e intensamente utilizzato durante la seconda guerra mondiale, la guerra di Corea e durante le prime fasi della guerra del Vietnam. Il BAR cominciò ad essere messo da parte già dagli anni '50, mentre la produzione terminò nel 1975.

## Storia

### L'intervento statunitense nellagrande guerra

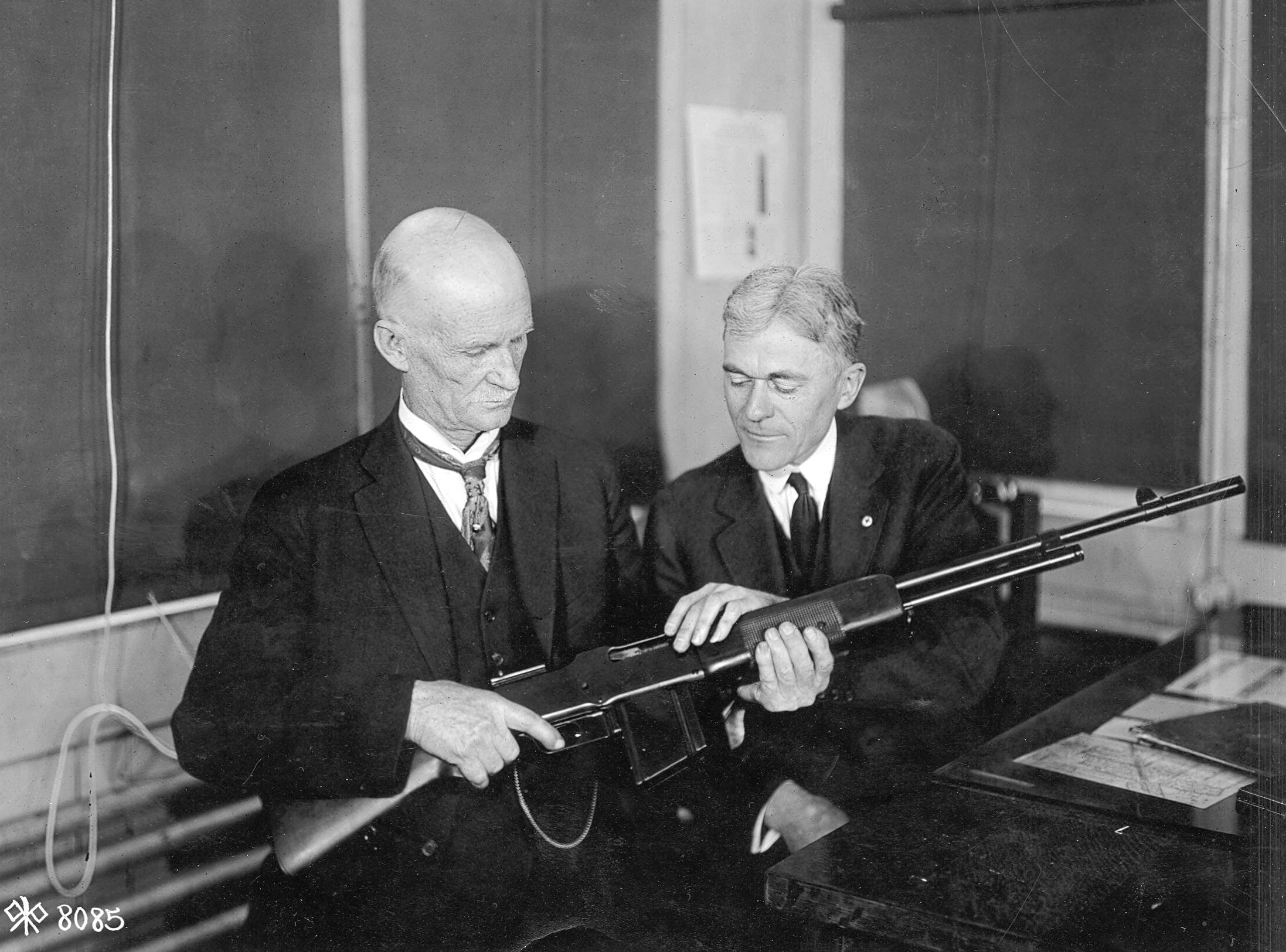
John Moses Browning e Frank F. Burton discutono i punti di forza del browning M1918 nella sede della Winchester.

Quando il 6 aprile 1917 gli USA dichiararono guerra alla Germania, gli alti comandi si resero conto di avere a disposizione come armi automatiche, solo 670 esemplari Hotchkiss M1909, 282 di Maxim M1904 e 158 pezzi di Colt-Browning M1895. Dopo lunghi dibattiti si rese evidente la necessità di produrre nuove armi, ma per quel momento i soldati statunitensi sarebbero stati armati con ciò che gli alleati francesi e inglesi avevano da offrire. Le armi fornite dai francesi, oltre ad essere di seconda mano, erano camerate per cartucce 8 × 50 mm R Lebel che complicava ancora di più la situazione dal momento che i soldati utilizzavano un diverso munizionamento.

### Il prototipo e lo sviluppo

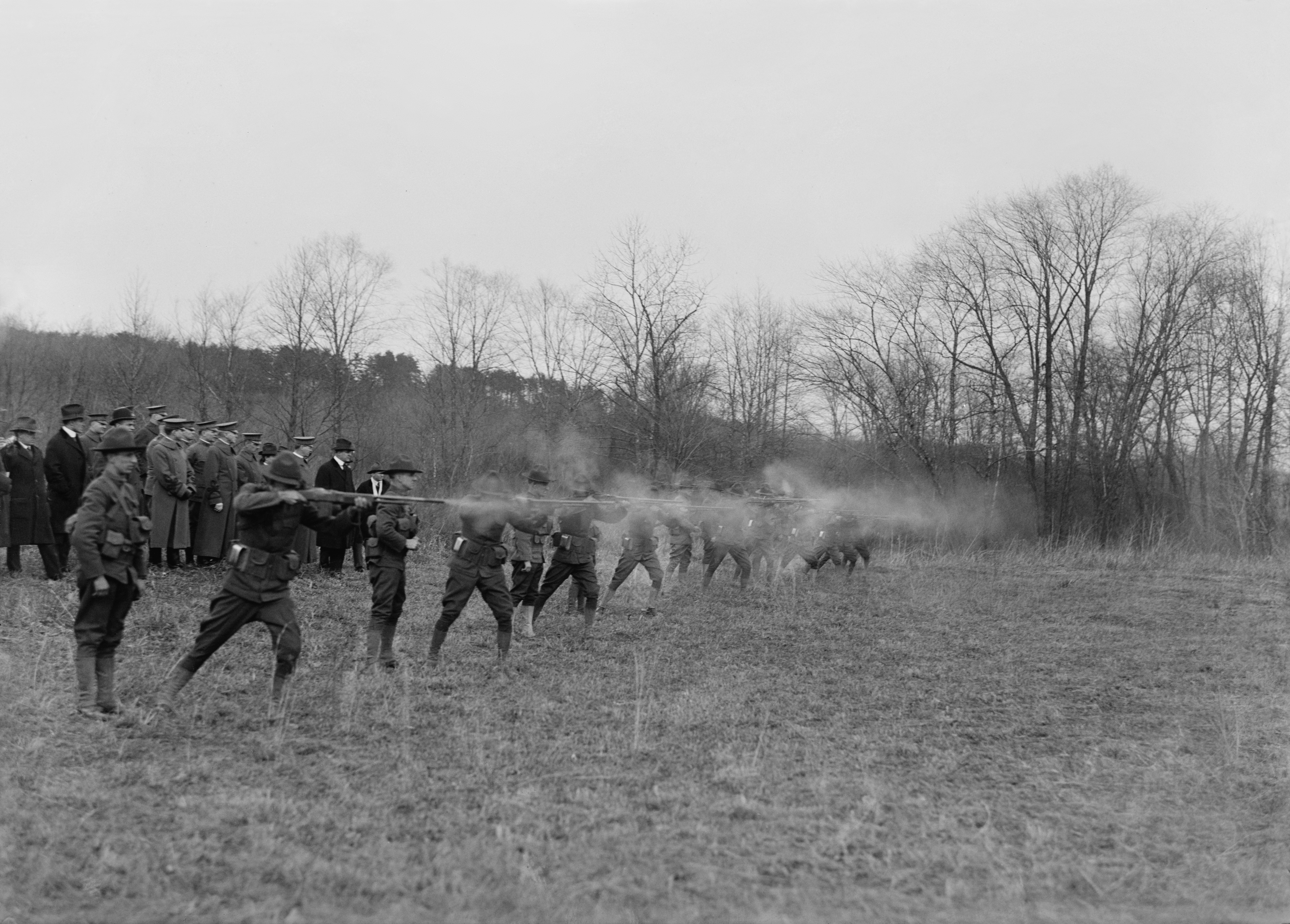
Dimostrazione ufficiale del BAR.

Nel 1917, subito prima dell'entrata in guerra degli Stati Uniti, John Browning portò a Washington due prototipi di arma automatica per una dimostrazione: un prototipo della Browning M1917, una mitragliatrice pesante raffreddata ad acqua e un fucile automatico (denominato allora Browning Machine Rifle, BMR), entrambi camerati per il calibro .30-06 Springfield. Il 27 febbraio 1917 alla presentazione erano presenti in tutto 300 persone, tra cui alti membri del Congresso, Senatori, dignitari stranieri e ovviamente la stampa.. La dimostrazione colpì la folla a tal punto che il fucile automatico venne subito adottato dall'esercito, mentre la mitragliatrice dovette superare altri test.
Altre prove furono condotte nella sede della Springfield Armory e subito venne raccomandata l'adozione di entrambe le armi. Per evitare confusione tra la mitragliatrice e il fucile automatico si decise di denominare il secondo M1918 B.A.R. (oppure, per esteso, U.S. Rifle, Caliber .30, Automatic, Browning, M1918) ed il 16 luglio 1917, 12.000 BAR vennero ordinati alla Colt's Manufacturing Company, che all'epoca era proprietaria dei brevetti di J. M. Browning. Tuttavia la Colt era già al massimo della produttività - in quanto produceva anche le mitragliatrici Vickers per l'esercito britannico - e richiese un posticipo per la data di consegna in modo da poter aprire un nuovo stabilimento a Meriden, nel Connecticut. Data la necessità di avere le armi in breve tempo, la produzione venne affidata alla Winchester Repeating Arms Company. Proprio la Winchester contribuì in maniera significativa a migliorare il progetto del BAR, modificando i disegni preparatori per facilitare la produzione di massa. Tra i cambiamenti vi fu lo spostamento della finestra di espulsione, che venne spostata sul lato destro dell'arma (prima si trovava sul lato superiore).

### La produzione, l'esportazione e la dismissione

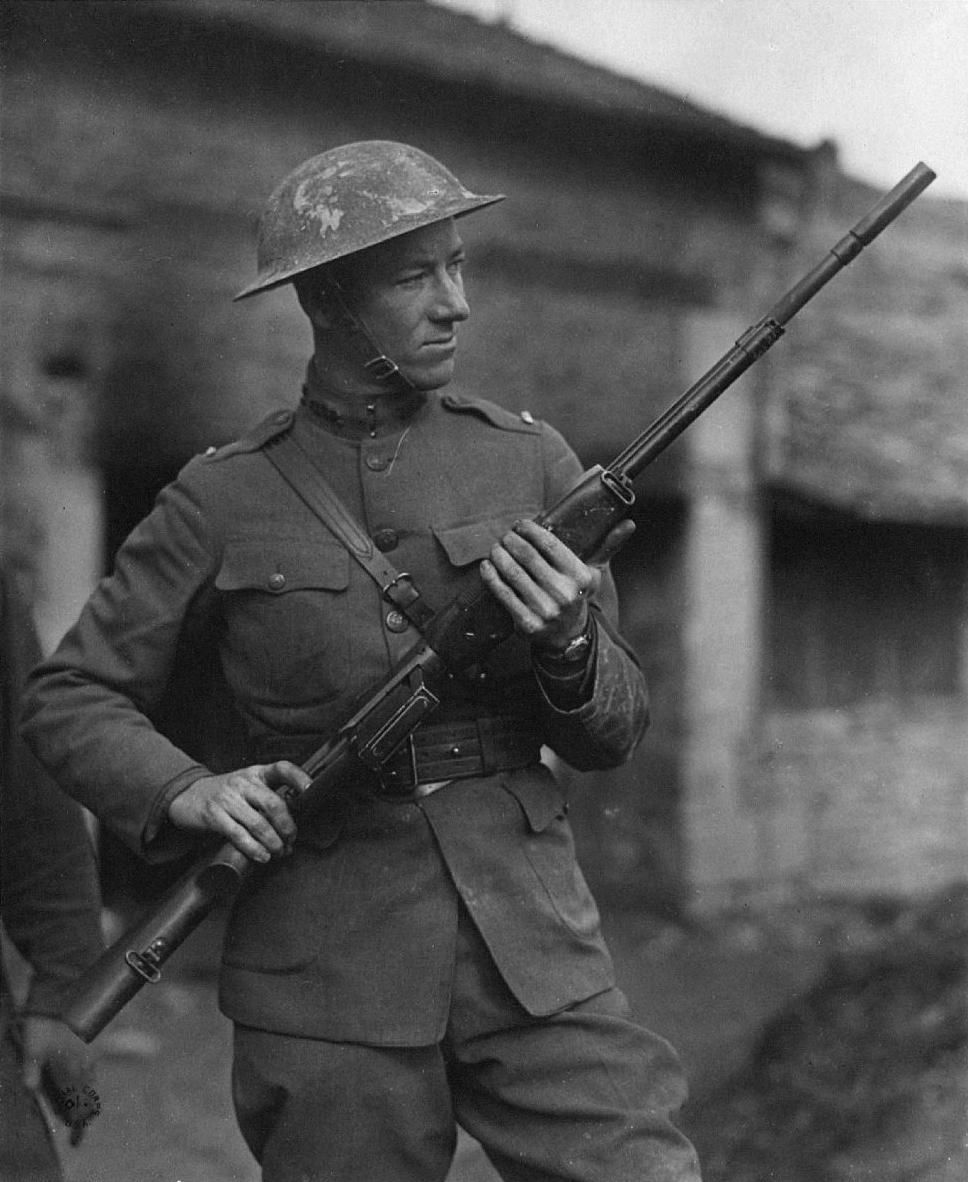
Val Allen Browning con un BAR in Francia durante la prima guerra mondiale.

La produzione dell'arma non cominciò prima del febbraio 1918 e la pressione sulla Winchester Repeating Arms Company per avere i BAR fu così alta che la fabbrica inviò i primi 1.800 esemplari di arma senza le specifiche necessarie per un buon funzionamento: ci si accorse infatti che le parti delle varie armi non erano tra loro intercambiabili, e la produzione dell'arma venne interrotta temporaneamente, per dar modo ai produttori di curare in maniera più approfondita i dettagli. Il contratto con la Winchester prevedeva la consegna di 25.000 BAR. La produzione in serie cominciò nel giugno 1918, con 4.000 esemplari consegnati, per arrivare poi a pieno regime in luglio, con 9.000 unità prodotte al mese.
Le ditte Colt e Marlin Firearms cominciarono la produzione poco tempo dopo, in particolare la Marlin, che doveva soddisfare anche le commesse di armi per il Belgio, acquisì la fabbrica Mayo Radiator appositamente per la produzione esclusiva dei BAR. Il primo lotto di fucili venne consegnato l'11 giugno e la fabbrica raggiunse un ritmo di produzione di 200 fucili al giorno. La Colt, d'altro canto, aveva prodotto solo 9.000 pezzi prima dell'armistizio con la Germania, a causa della sovrapposizione di altri ordini. Le tre fabbriche producevano insieme circa 706 pezzi al giorno, con una produzione complessiva verso la fine della guerra di circa 52.000 BAR.
Nel luglio 1918 i primi BAR arrivarono in Francia, e la prima unità a riceverli fu la 79ª divisione di fanteria, che li testò in azione per la prima volta il 13 settembre. L'arma fu dimostrata personalmente dal figlio dell'inventore, Val Allen Browning. Tra il 1918 e il 1919, furono realizzati un totale di 102.125 BAR (16.000 la Colt, 42.123 la Winchester e 39.002 la Marlin). Il BAR fu accolto con molto favore dalle truppe statunitensi: in parte per le sue qualità, e in parte perché si trattava di un'arma prodotta negli USA, e quindi ideologicamente motivo di orgoglio nazionale.
Nonostante fosse stato introdotto tardi durante la prima guerra mondiale, il BAR colpì molto favorevolmente le forze armate francesi che ne ordinarono circa 15.000 esemplari per sostituire il fusil mitrailleur Mle 1915 CSRG e la mitragliatrice Hotchkiss M1909 Benet-Mercie.
Durante il primo dopoguerra ne vennero realizzati diversi modelli per l'esportazione, e venne ancora utilizzata negli USA durante la grande depressione, nel secondo conflitto mondiale, ed in misura minore nelle guerre del Vietnam e di Corea, per poi essere dismessa gradualmente negli anni '50, in favore dell'M60. La produzione cessò definitivamente negli anni 1970, tuttavia nel 2008, la Ohio Ordnance Works produsse una versione semiautomatica moderna del BAR, conosciuta come M1918A 3-SRL (self-loading rifle).

## Tecnica ed utilizzo
È un fucile automatico a fuoco selettivo, alimentato a sottrazione di gas tramite un pistone a corsa lunga. L'arma spara in posizione di otturatore aperto. L'estrattore è integrato nell'otturatore, mentre l'espulsore è costituito da un perno fissato al gruppo grilletto dell'arma. Il percussore (al pari dell'estrattore) è contenuto all'interno del gruppo otturatore. Il selettore di fuoco è posto sul lato sinistro dell'arma e presenta tre posizioni:
- A (fully automatic): fuoco automatico (rapido).
- F (slow rate of fire): fuoco automatico (lento), che permetteva di facilitare il colpo singolo.
- S (safe): sicura, posizione che blocca anche l'uso del grilletto.

La canna dell'arma è saldata al castello, per cui non facilmente sostituibile. Il caricatore è bifilare da 20 colpi, sebbene fossero disponibili anche caricatori da 40 colpi per uso antiaereo, rimossi tuttavia dal servizio già nel 1927 per la loro scarsa affidabilità. Il rompifiamma cilindrico è fissato alla canna. I primi modelli di BAR erano muniti di calcio in legno fisso e mire regolabili in metallo con gradazione da 100 a 1.500 iarde.
In quanto concepito come fucile per il supporto di squadra, l'arma non presenta attacchi per la baionetta, e mai ne vennero prodotte per l'uso. Solo una baionetta, sebbene di tipo sperimentale, fu proposta dalla Winchester. Il BAR era progettato per essere trasportato dagli uomini in avanzata e utilizzato sia in spalla che dal fianco, un concetto chiamato walking fire, ritenuto indispensabile per i soldati della prima guerra mondiale. Tuttavia nella pratica, venne più spesso impiegato come mitragliatrice da posizione e azionato con l'ausilio del bipode in dotazione.

## Varianti e modelli derivati

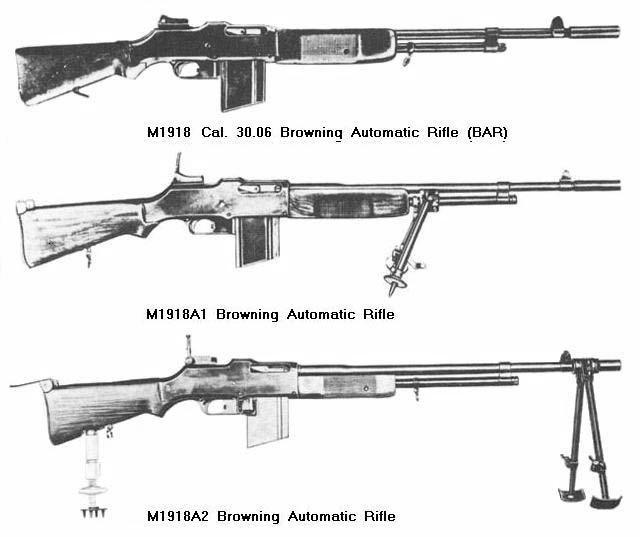
Foto dell'M1918, la principale versione del BAR.

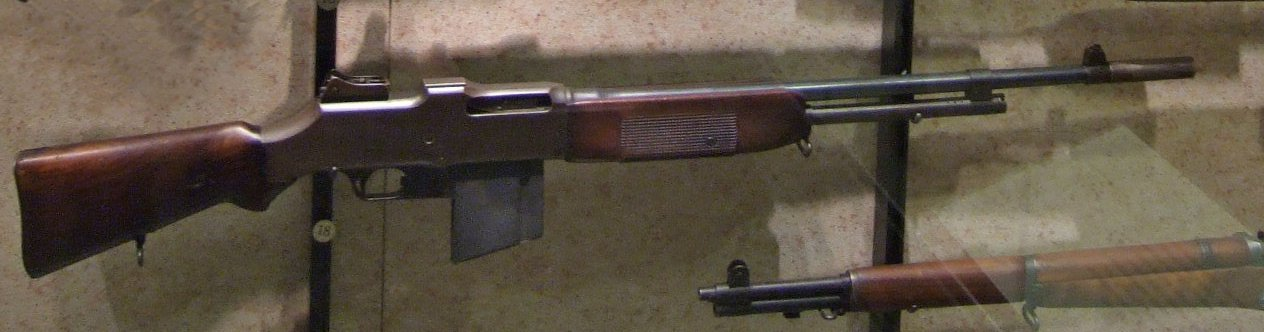
Il primo M1918.

Il modello più conosciuto e più diffuso fu il M1918, camerata per munizioni .30-06 Springfield, progettato da John Browning nel 1917. Durante tutto il periodo di servizio, il BAR incorse in numerose modifiche volte a migliorarne l'efficacia. Il primo miglioramento all'M1918 portò al nuovo M1922, adottato dalla cavalleria degli Stati Uniti nel 1922. L'arma aveva una nuova canna più spessa, bipode regolabile fissato vicino alla volata, monopiede fissato al calcio, un anello per cinghia laterale e una nuova finitura per il fondo del calcio. L'impugnatura fu modificata e nel 1926 i sistemi di mira furono adeguati al nuovo proiettile .30-06 M1 da 172 grani.

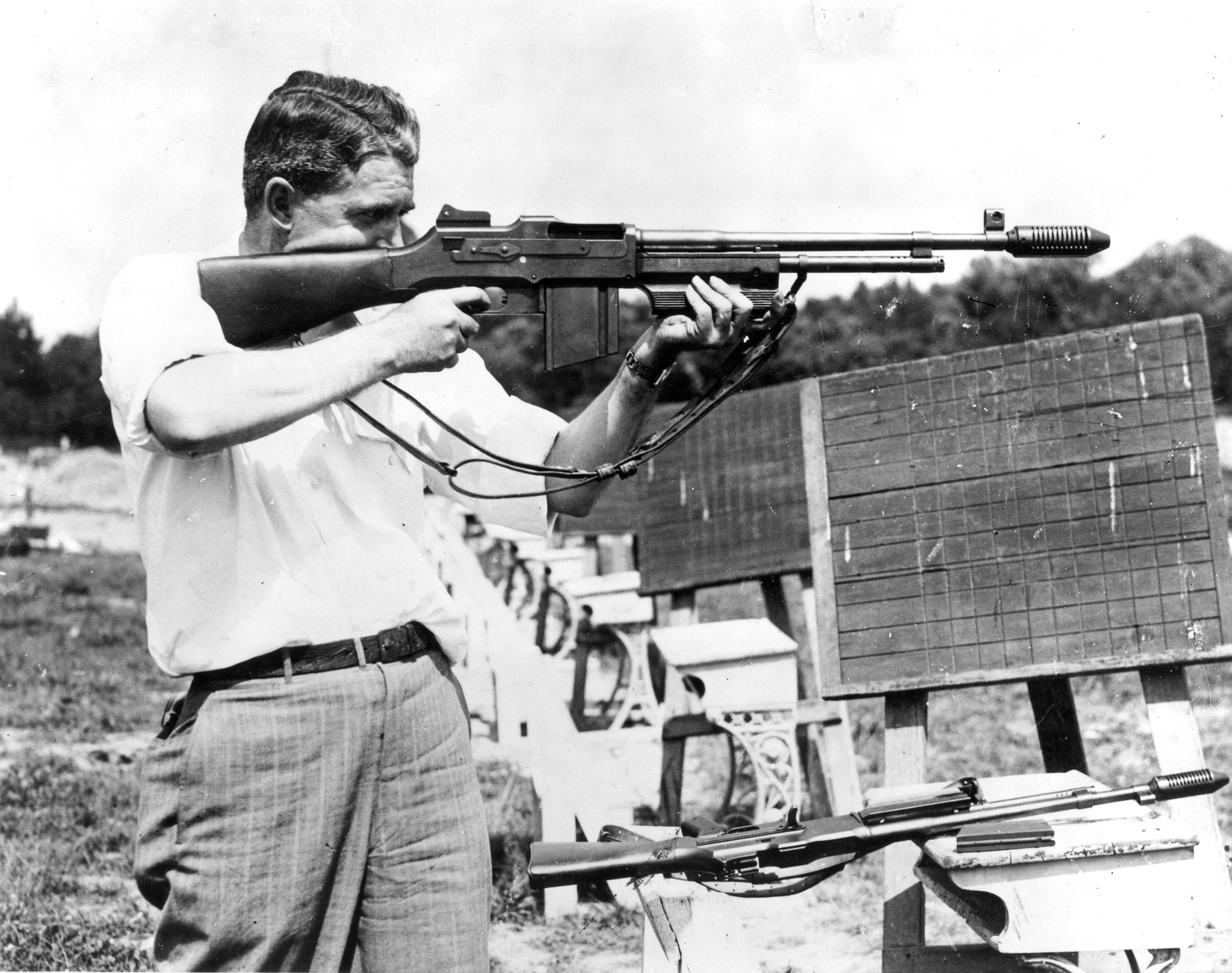
Un membro dell’FBI testa un Colt Monitor (R 80). L’arma presenta il grip posteriore e un compensatore Cutts.

Nel 1931, la Colt introdusse la propria variante, denominata Colt Monitor Automatic Machine Rifle (o più semplicemente R 80), volto a migliorare la dotazione delle guardie carcerarie e delle forze di polizia. Progettato per essere usato come arma da spalla, il Monitor non presentava il bipode, ma in compenso fu aggiunta un'impugnatura a pistola, un nuovo paramano agganciato al nuovo castello in metallo leggero e una nuova canna, più corta e terminante con un compensatore Cutts. Con un peso di 7,34 kg scarico, il Monitor aveva un rateo di fuoco di circa 500 colpi al minuto. Furono prodotti circa 125 esemplari di quest'arma; di questi, 90 furono impiegati dall'FBI, 11 esemplari furono impiegati dal Dipartimento del Tesoro nel 1934, mentre I restanti furono inviati in varie prigioni, banche, compagnie di sicurezza o dipartimenti di polizia. Sebbene si fosse prevista anche l'esportazione per i Monitor, nessun esemplare lasciò mai l'America.
Nel 1932 una versione fortemente accorciata dell'M1918 sviluppata per il combattimento tra i cespugli venne proposta dal maggiore dei Marines H. L. Smith e dal capitano M. A. Edson. La canna era più corta di quasi 230 mm rispetto all'originale, con conseguente necessità di ricollocare la porta per i gas e il tubo. L'arma così modificata pesava 6,24 kg e misurava solo 876 mm di lunghezza . Sebbene più precisa dell'M1918 quando impiegata in automatico in posizione prona (ugualmente precisa invece su distanze di 500/600 iarde), l'arma si dimostrò più imprecisa quando usata da spalla e soprattutto molto più rumorosa, con una fiammata molto vistosa al momento dello sparo. L'impiego del compensatore Cutts riduceva la fiammata, ma causava un aumento eccessivo di fumo e polvere vicino alla volata, oscurando in tal modo il campo visivo dell'operatore. Inoltre, non migliorava affatto la controllabilità dell'arma in fuoco automatico. Sebbene dalle valutazioni ci si accordò per la costruzione di sei esemplari di tale versione per nuovi test, la produzione non cominciò mai.
La variante M1918A1 montava un bipiede regolabile e alleggerito, fissato alla canna per il recupero dei gas, approvato il 24 giugno 1937. Fu progettata per migliorare la stabilità dell'arma quando usata in modalità automatica. Tuttavia, pochi esemplari di M1918 furono effettivamente riconvertiti per adattarsi al nuovo standard.

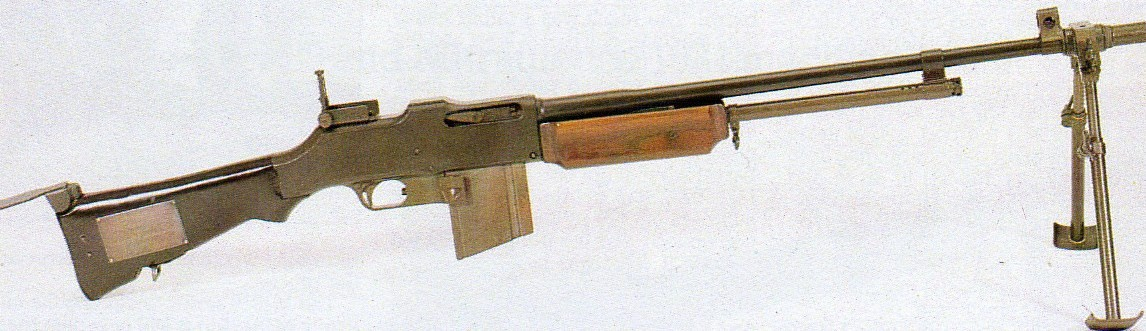
Un M1918A2

Nell'aprile 1938 cominciarono gli studi per migliorare il Progetto iniziale del BAR. Si voleva rendere il BAR adatto ad essere usato come mitragliatrice leggera per il supporto. I primi prototipi della nuova versione montavano un bipiede fissato alla canna e un'impugnatura a pistola specificamente progettata per ospitare un meccanismo di riduzione del rateo di fuoco preso in prestito dalla FN Herstal (vedi FN Mle 1930). Il sistema dette risultati soddisfacenti durante i test, ma nel 1939 l'esercito pose la restrizione che pre-vedeva che tutti i miglioramenti dovessero essere applicabili ai vecchi BAR senza per questo perdere l'intercambiabilità delle componenti. Questa limitazione, chiaramente, impedì l'uso del sistema di controllo del rateo di fuoco della FN.
Lo sviluppo del nuovo M1918A2 fu ultimato e la produzione autorizzata il 30 giugno 1938. Il sistema di controllo della FN venne sostituito da un nuovo modello sviluppato dalla Springfield Armory e alloggiato questa volta nel calcio dell'arma. Il riduttore Springfield permetteva, tramite rotazione del selettore di fuoco, di scegliere tra due modalità di fuoco automatico, una lenta l'altra veloce. Il bipiede venne fissato vicino alla volata dell'arma, guide per l'inserimento e il mantenimento in posizione del caricatore furono aggiunte davanti al grilletto, il paramano venne accorciato e il ruolo dell'arma venne cambiato da fucile automatico a mitragliatrice leggera di squadra. I sistemi di mira vennero tarati sulla base delle prestazioni balistiche della nuova munizione M2. Il calcio del modello A2 e circa 3 cm più lungo di quello del modello standard M1918. La canna venne migliorata con l'aggiunta di un soppressore di fiamma e mirino a palo regolabile. Solo nelle ultime fasi della guerra venne montato alla canna un maniglione per il trasporto.
A casa delle limitazioni nel budget, la produzione iniziale di M1918A2 fu una sostanziale riconversione dei vecchi M1918 rimasti in magazzino. Dopo lo scoppio della seconda guerra mondiale ci rese conto che i macchinari usati per la fabbricazione dei primi BAR erano ormai incompatibili con i nuovi standard di produzione. Così, la produzione venne affidata alla New England Small Arms Corp. E alla IBM, per un totale di 168.000 esemplari prodotti. Nel 1942, la mancanza di legno di noce per la produzione dei calci costrinse le fabbriche a ricorrere ad un mix di bachelite e Resinox, composto che risultava lucido e riflettente e veniva perciò sottoposto a sabbiatura per evitare riflessi.
Il ritmo di produzione aumentò nel 1943 quando la IBM sviluppò una tecnica per ricavare i castelli dell'arma da un nuovo tipo di ghisa malleabile, chiamata ArmaSteel, introdotta dalla Saginaw (divisione della General Motors). Durante la Guerra di Corea la produzione del modello M1918A2 riprese, affidata questa volta alla Royal Typewriter Company che produsse circa 61.000 nuovi esemplari.

## Modelli internazionali e commerciali
Nel 1919, la Colt produsse un modello ad esclusivo uso commerciale denominato Automatic Machine Rifle Model 1919 (o Model U). In seguito fece la sua comparsa il Model 24, che presentava impugnatura a pistola e paramano modificato. Entrambe le versioni erano disponibili in svariati calibri:
- .30-06 Springfield (7,62 × 63 mm)
- 7,65 × 53 Mauser
- 7,92 × 57 mm Mauser
- 6,5 × 55 mm
- .303 British (7,7 × 56 mm R)

Una versione aggiornata del Model 1924, denominata Automatic Machine Rifle 1925 (o R 75) raggiunse la massima popolarità. Basata sul Model 1924, la nuova arma presentava una canna pesante, un bipiede alleggerito e venne dotata di copriotturatore (brevetti: US 1548709 e US 1533968). Il Model 1925 era disponibile in tutti i calibri sopra elencati ad eccezione del 6,5 × 55 mm svedese. Esiste anche una versione mitragliatrice leggera del Model 1925, definita R 75A, dotata di un kit per il cambio rapido della canna. Tra il 1921 e il 1928 la FN Herstal importò oltre 800 armi prodotte dalla Colt per la vendita in Europa.

### Belgio
Una variante conosciuta come FN Mle 1930 fu sviluppata dalla FN Herstal appositamente per impiegare il 7,65 × 52 mm Mauser e adottata dall'esercito del Belgio. Questa variante è semplicemente una copia del Colt R 75. Le variazioni includono una differente valvola per i gas e un meccanismo di riduzione del rateo di fuoco sviluppato da Dieudonné Saive. L'arma poteva anche essere montata su un apposito bipiede. Nel 1932 il Belgio adottò la nuova versione dell'arma, con la denominazione FN Mle D (demontable, ovvero rimovibile), che presentava una canna a sostituzione rapida e una configurazione per lo smontaggio semplificata. La FN Mle D continuò ad essere prodotta anche dopo la guerra, adattata la calibro .30-06 Springfield o in alternativa al 7,62 × 51 mm NATO.
L'ultima variante sviluppata in Belgio fu la Mle DA1 camerata per il 7,62 mm NATO e alimentata dai caricatori da 20 colpi del FAL.

### Polonia

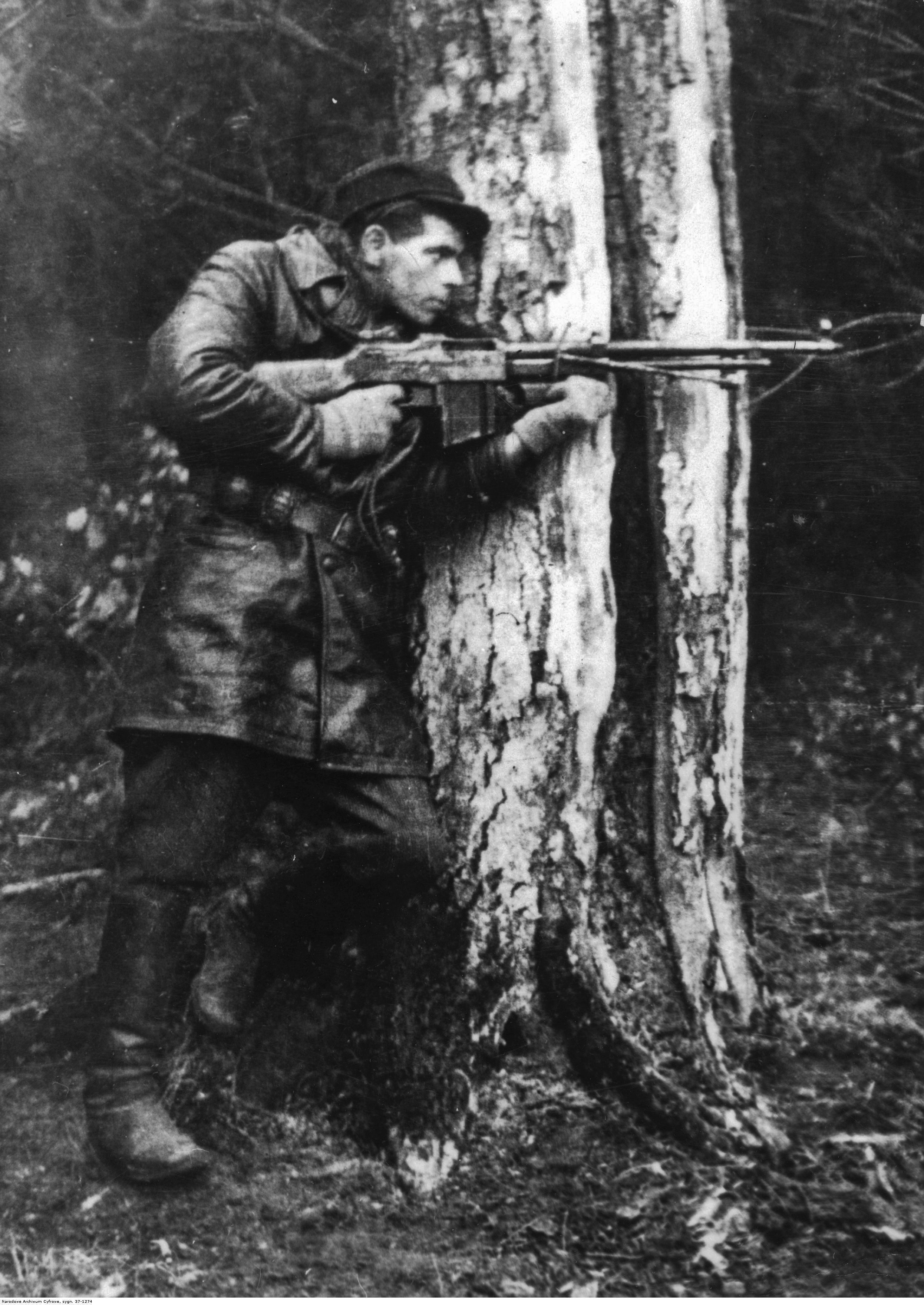
Partigiano polacco imbraccia una Browning wz. 1928.

La produzione dei BAR in Belgio cominciò solo dopo la stipulazione di un contratto con la Polonia (10 dicembre 1927) che prevedeva l'invio di 10.000 mitragliatrici leggere wz. 1928 camerate in 7,92 × 57 mm Mauser. L'arma presentava l'impugnatura a pistola, un bipiede modificato, una canna leggermente più lunga del normale e un sistema di mira simile a quello delle armi polacche standard. La produzione dell'arma venne in seguito portata avanti sotto licenza dalla Państwowa Fabryka Karabinów di Varsavia. Nel 1927, il wz. 1928 entrò in servizio presso l'esercito polacco con la designazione ufficiale 7,92 mm rkm Browning wz. 1928 e vi rimase fino alla Seconda Guerra mondiale.
Negli anni '30, il progettista polacco Wawrzyniec Lawandowski venne incaricato di sviluppare un'arma antiaerea ba-sandosi sulla wz. 1928. L'arma che ne risultò fu denominata wz. 1937. Il rateo di fuoco dell'arma venne portato a circa 1.100 colpi al minuto, il calcio venne eliminato definitivamente e venne completamente riprogettato il sistema di alimentazione dell'arma. Il fuoco automatico (per lo meno a quel rateo di fuoco) era impossibile con caricatori da soli 20 colpi. Si procedette quindi a creare uno speciale accessorio che permettesse di alimentare l'arma tramite caricatori da 91 colpi appositamente sviluppati. L'arma entrò in servizio nel 1937 con la denominazione ufficiale di Karabin Maszynowy Obserwatora wz. 1937

### Svezia

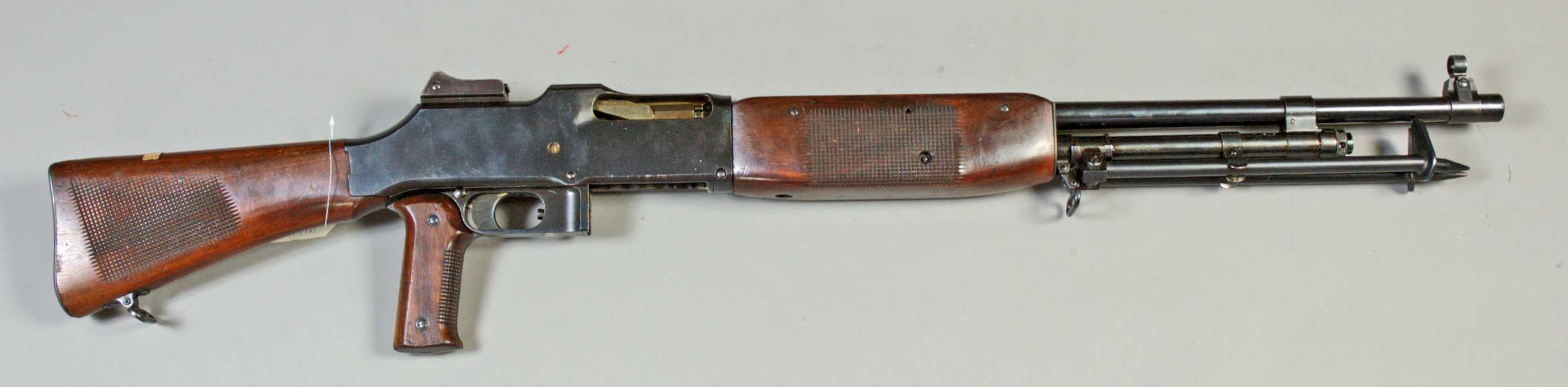
Kg m/21 svedese.

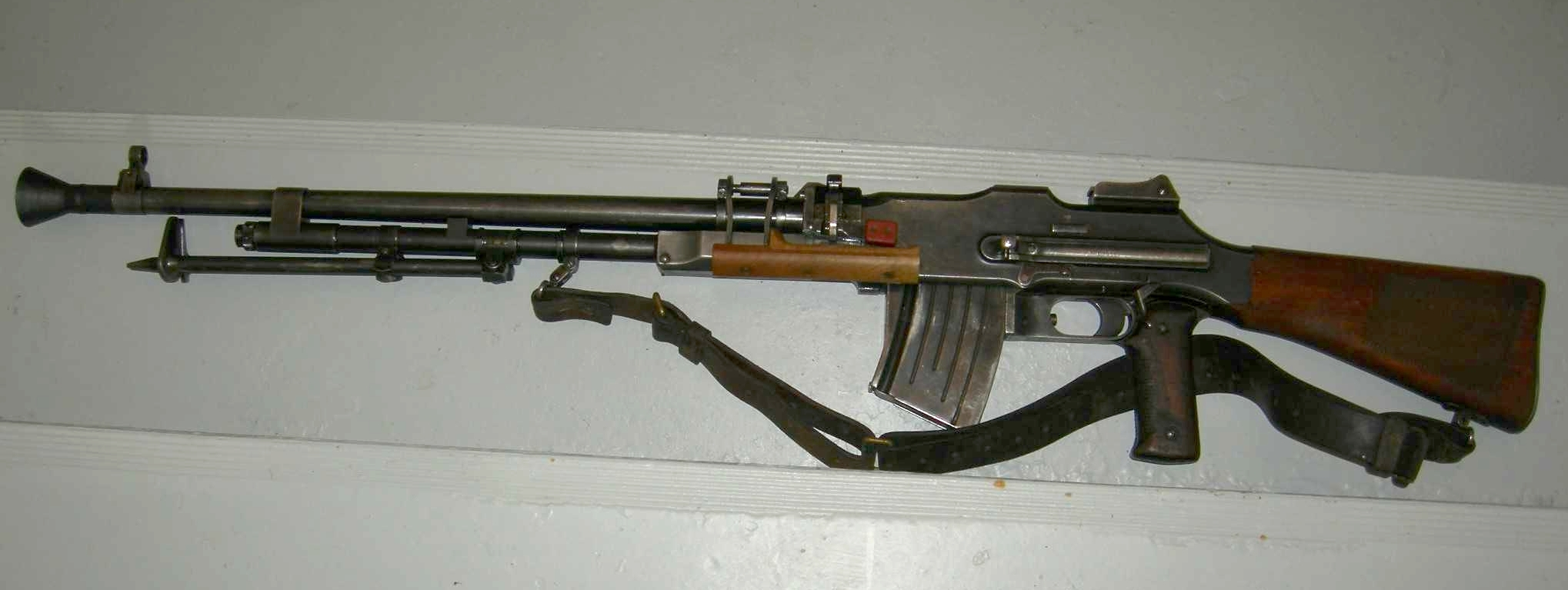
Il Kg m/37

Nel 1920, la FN Herstal acquisì la licenza per produrre il BAR in proprio. Il primo Bar venduto dalla casa belga fu il Kg m/21 (dove Kg sta per Kulsprutegevär, fucile automatico) camerato per il proiettile m/94 da 6,5 × 55 mm svedese. Confrontato con l'M1919, l'arma svedese presenta un bipiede dalla foggia diversa e un'impugnatura a pistola. Notando la rapidità di surriscaldamento della canna del Kg m/21, Carl Gustav cominciò a progettare un sistema per il cambio rapido della canna. Il miglioramento venne applicato al prototipo fm/1935 che si dimostrò eccellente nelle prove condotte. La versione finale venne accetta dall'esercito nel 1937 con la denominazione Kg m/37. Molti esemplari di m/21 vennero riconvertiti e denominati Kg m/21-37. Gustav propose anche un modello di arma alimentata a nastro che però non venne mai accettata; l'arma rimase in servizio, fino al suo rimpiazzo definitivo con l'FN MAG, fino agli anni '80.

### Cina

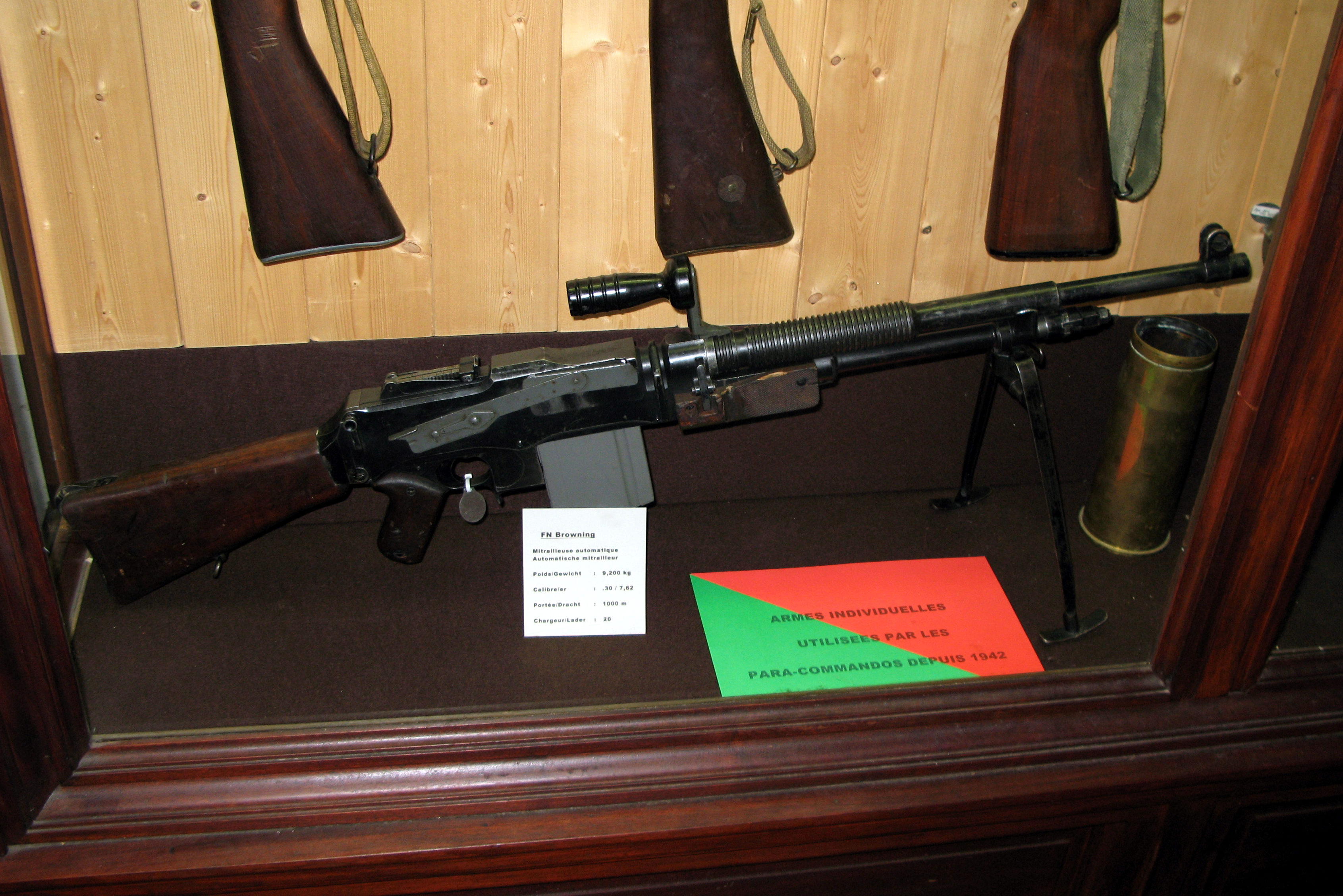
FN M1930

L'esercito cinese usò l'FN M1930 durante le prime fasi della seconda guerra sino-giapponese. L'arma cinese era modificata per sparare il proiettile Mauser da 7,92 mm. I BAR statunitensi vennero forniti alla Cina nella seconda guerra mondiale, subito dopo l'inizio delle operazioni nel Pacifico.

## Impiego operativo

### Prima guerra mondiale e primo dopoguerra
Alla sua comparsa, l'M1918 era stato pensato per essere usato come arma da spalla capace di fuoco sia automatico che semiautomatico. Impiegato per la prima volta nel settembre 1918, faceva leva sul concetto di “fuoco in movimento” ideato dai francesi, e sperimentato nell utilizzo del CSRG 1915.
I soldati venivano anche equipaggiati con una sacca per i caricatori dell'arma che in caso di fuoco dal fianco poteva, vista la sua rigidità, essere impiegata per appoggiare il calcio dell'arma e controllare il rinculo. Il concetto di “fuoco in movimento”, ancora molto primitivo a quei tempi, sarà alla base dello sviluppo dei mitra e dei fucili d'assalto negli anni seguenti.
Nel primo dopoguerra il BAR venne concesso in dotazione alle forze da sbarco statunitensi. Le armerie della navi contenevano sempre dei BAR, ognuno dei quali corredato della canna di ricambio. Le navi più grandi trasportavano fino a 200 BAR. I BAR rimasero in servizio nella marina fino agli anni '60.
Il BAR fu impiegato dali USA, durante le guerre della banana, anche durante l'occupazione di Haiti e l'intervento in Nicaragua, così come anche per i compiti di pattuglia sul fiume Yangtze in Cina. Fu notato che istruire un soldato all'uso di un BAR richiedeva due giorni interi di pratica al poligono di tiro, un tempo quattro volte superiore rispetto ad un addestramento per il mitra Thompson calibro .45.

### Seconda guerra mondiale
Alla vigilia della seconda guerra mondiale, le forze armate statunitensi non avevano a disposizione sufficienti mitragliatrici da squadra portatili, e si procedette a utilizzare il Browning M1918A2 a questo ruolo. Il BAR veniva assegnato come unica fonte di fuoco automatico ad una squadra di otto elementi, e tutti gli uomini erano sufficientemente addestrati per poter prendere il posto dell'operatore in caso quest'ultimo rimanesse ucciso o ferito. All'inizio della guerra, molte compagnie designavano due (talvolta tre) uomini addetti all'azionamento del BAR: uno azionava l'arma, due trasportavano le munizioni e individuavano i bersagli. Dal 1944, le squadre assegnavano il BAR ad un membro della squadra, mentre tutti gli altri trasportavano caricatori aggiuntivi e/o bandoliere piene di proiettili .30-06.
Nella sua idea originale, l'esercito degli Stati Uniti prevedeva un solo M1918A2 per squadra, con uno o due uomini di supporto. I movimenti e le strategie erano basati sul movimento dei soldati armati di fucili M1 Garand o carabine M1, mentre il BAR avrebbe fornito supporto al movimento con una base di fuoco. Questa “dottrina” fu duramente criticata e contestata, soprattutto nelle fasi avanzate della guerra, quando gli Alleati incappavano nelle pattuglie tedesche, sempre ben armate con mitragliatrici portatili. In casi particolari, specialmente in attacco, ogni quattro soldati tedeschi gli americani si trovavano a fronteggiare una mitragliatrice o comunque un'arma automatica.
Nel tentativo di contrastare la limitata capacità di fuoco continuo del BAR (a causa dei piccoli caricatori da 20 colpi), l'esercito degli Stati Uniti cominciò a dotare le proprie squadre di due BAR (come già avveniva per i Marine). Uno dei due apriva il fuoco fino a svuotare il caricatore, quando veniva sostituito dalla seconda arma che permetteva alla prima di ricaricare. Nel Pacifico, il BAR veniva posizionato in cima (o in fondo) alla colonna, punti in cui la potenza di fuoco poteva aiutare ad uscire dall'impasse di un'imboscata nella giungla. Vista la grande potenza di fuoco ed efficacia dell'arma, il corpo dei Marines introdusse nuove squadre da 13 individui con 3 BAR di supporto ai fucilieri.
Nonostante i miglioramenti introdotti con la versione M1918A2, il BAR rimaneva un'arma adatta solo ai tiratori esperti a causa della modalità di fuoco ad otturatore aperto e della molla di ritorno particolarmente rigida. Come mitragliatrice da squadra l'efficacia del BAR era parzialmente limitata dai caricatori molto piccoli (se paragonati alla britannica Bren o al giapponese Type 96) e dalla canna non sostituibile in combattimento. Anche il meccanismo di riduzione del rateo di fuoco fu abbastanza criticato a causa della tendenza a bloccarsi se non mantenuto perfettamente pulito. Il bipiede, introdotto con lo scopo di migliorare la precisione complessiva dell'arma, si dimostrò in azione molto meno funzionale ed efficace di quanto non sembrasse durante i test.
A causa della grande domanda, delle priorità per la Guerra e della mancanza di materiali, molte volte la domanda per i BAR eccedeva di molto la produzione effettiva; così molti soldati venivano equipaggiati con il vecchio M1918.
Dopo qualche anno di servizio, il personale militare cominciò a ricevere BAR con attenuatori di rinculo non funzionanti o danneggiati. Il problema veniva spesso risolto pulendo il BAR in posizione verticale, permettendo così al prodotto pulente di raggiungere il meccanismo. Inoltre, a differenza di quanto era accaduto con il fucile M1, il cilindro per i gas del BAR non era mai stato migliorato con uno in acciaio inossidabile. Di conseguenza, il cilindro era molto soggetto alla ruggine, causata dall'uso di inneschi corrosivi nelle munizioni, specialmente in quegli ambienti umidi in cui la pulizia risultava difficile.
Nonostante tutti i difetti riscontrati (soprattutto nelle fasi finali della guerra) l'arma si dimostrò sempre affidabile se mantenuta con cura e precisione (giornalmente).
Il BAR venne intensamente usato durante il secondo conflitto mondiale. L'uso forse meno consono dell'arma fu quello nella difesa antiaerea. Nel 1944, il capitano W. A. Gayda riportò di aver usato il proprio BAR per difendere il proprio C-46 dall'attacco di un caccia giapponese Nakajima in Birmania.

### Guerra di Corea

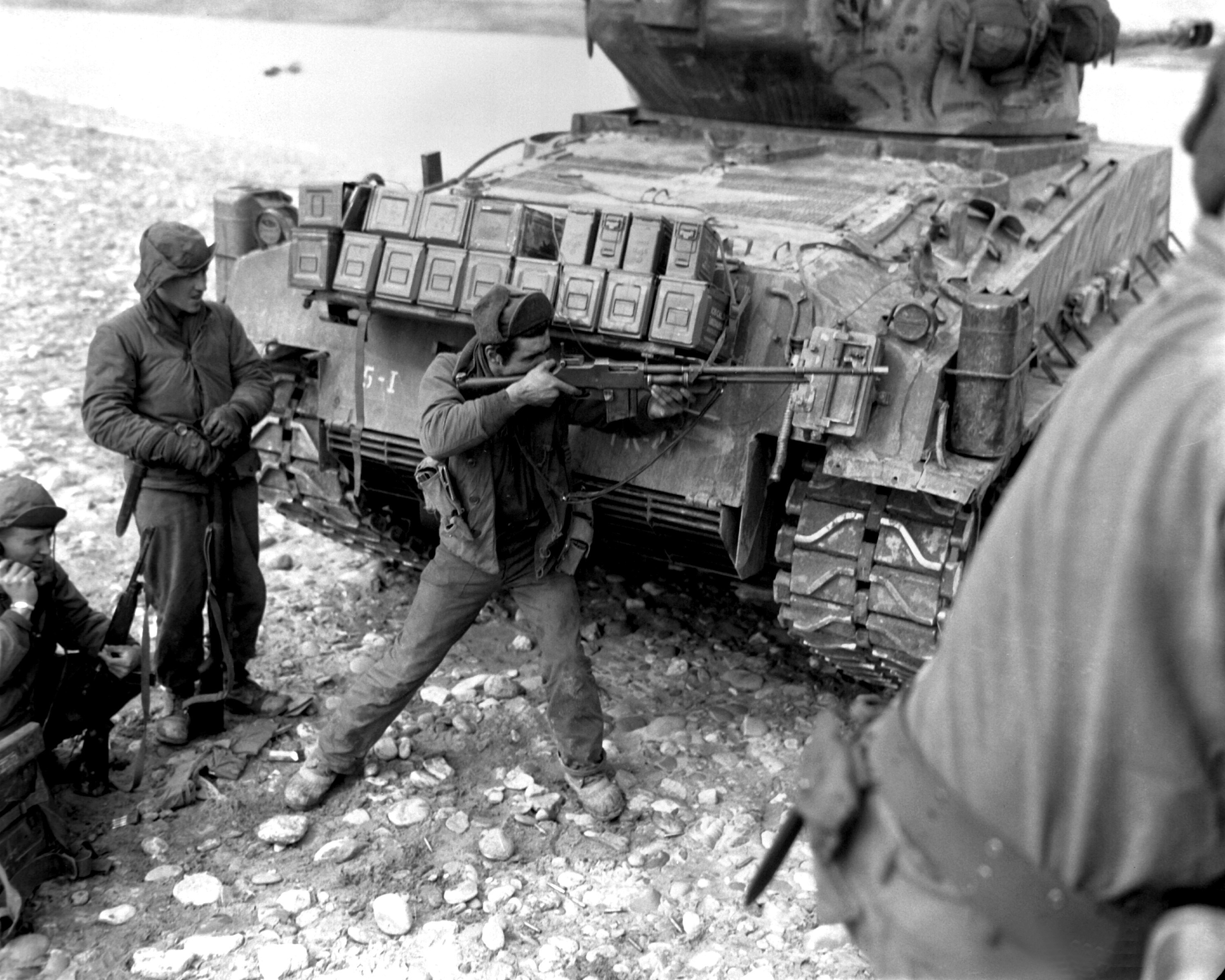
Soldato statunitense equipaggiato con un M1918A2 in Corea nel 1951.

Il BAR continuò il suo servizio durante la guerra di Corea. Le circa 60.000 armi, durante il conflitto, vennero tutte prodotte dalla Royal Typewriter Company usando l'ArmaSteel. Nel suo studio sulle armi da fanteria impiegate in Corea, lo storico S. L. A. Marshall intervistò centinaia di ufficiali e soldati che presero parte al conflitto riguardo all'efficacia delle varie armi. Marshall notò come la maggior parte dei soldati apprezzasse l'utilità di un'arma automatica che potesse essere impiegata in una vasta gamma di contesti.
In combattimento, l'M1918A2 spesso decise l'esito dell'azione; le squadre di mitraglieri comuniste in Nord Corea erano le migliori dell'epoca e spesso riuscirono a cogliere di sorpresa le truppe americane in pattuglia grazie ad abili camuffamenti. Una volta posizionate, le mitragliatrici riuscivano a coprire vaste aree con un fuoco di sbarramento e le truppe americane difficilmente potevano portare in prima linea le loro mitragliatrici M1919A6 senza subire perdite pesanti: qualora vi riuscissero, le squadre alleate erano esposte e facilmente eliminate dalle truppe nemiche prima ancora di riuscire a rendere operativa l'arma. I mitraglieri dotati di BAR, al contrario, potevano furtivamente avvicinarsi alle posizioni nemiche ed eliminarle.
Durante le fasi concitate di combattimento, i soldati armati di BAR venivano impiegati nelle retrovie nel perimetro difensivo delle unità sotto fuoco pesante. In fase di difesa, il BAR si rivelava la perfetta arma per incrementare la potenza di fuoco degli avamposti. Altro ruolo per il BAR fu quello di eliminazione dei tiratori scelti nemici. In assenza di tiratori esperti, un solo BAR si rivelava più efficace del fuoco di risposta di 5 (o addirittura 6) uomini armati di Garand M1.
Rispetto alla seconda guerra mondiale, i soldati americani si trovarono in Corea ad affrontare molti più scontri notturni e la possibilità di movimento e ridispiegamento offerta dal BAR aiutava a prevenire l'avvicinamento eccessivo di combattenti all'arma bianca.
Il modello M1918A2 venne sempre molto apprezzato, gli unici problemi venivano riscontrati con gli M1918A2 riconvertiti, particolarmente in Giappone, in cui non veniva rimpiazzata la molla di ritorno (caratteristica fondamentale per la riconversione). Dopo anni di critiche e reclami, la Ordnance giapponese risolse il problema aggiungendo una valvola per i gas in nylon. Quando la valvola diveniva inutilizzabile a causa della corrosione, poteva essere facilmente sostituita, risparmiando ai soldati la necessità di pulire l'arma con lo speciale solvente raramente in dotazione alle truppe americane in prima linea.

### Guerra del Vietnam
L'M1918A2 venne usato anche durante le prime fasi della guerra del Vietnam, quando gli Stati Uniti consegnarono un certo quantitativo di armi ritenute obsolete come M1918A2, M1919A6, M3A1 (Greasegun), carabine M2 e Garand M1, alle forze sudvietnamite e ai montagnard. Molti tra gli americani preferivano il BAR alle armi che avevano in dotazione. Un sergente delle forze speciali dichiarò:

## Utilizzo nel mercato civile
Dopo la fine della prima guerra mondiale la Colt's Manufacturing Company ricevette il permesso di produrre liberamente il BAR, per immetterlo nel mercato civile, soprattutto statunitense. Il Colt M1919 fu il primo dei modelli realizzati per il mercato civile, tuttavia l'alto prezzo e la scarsa utilità dell'arma fecero sì che la penetrazione fosse piuttosto scarsa. Adolf Topperwien, famoso trickshooter degli anni '20, comprò un esemplare per il tiro sportivo. Nel 1931, il nuovo Colt Monitor fu messo in vendita (a 300 $ al pezzo, con incluso un kit di ricambio, gli strumenti per il mantenimento, la cinghia e sei caricatori: nonostante il basso prezzo, però, la Colt non riuscì a vendere che qualche esemplare. Dato che l'uso di armi automatiche da parte dei gangster divenne pratica comune durante la grande depressione, il direttore dell'FBI J. Edgar Hoover ordinò che i membri delle forze di polizia federale fossero sottoposti a regimi di addestramento con Thompson e BAR. Per i BAR, l'FBI si procurò dei monitor della Colt. Il modello militare M1918 fu l'arma preferita di Clyde Barrow che lo ottenne durante una delle sue rapine ai depositi della Guardia Nazionale nel Midwest. Barrow preferiva le munizioni perforanti .30-06 AP (armor piercing) e spesso modificava l'arma per renderla adatta alle situazioni.
Dopo l'approvazione del National Firearms Act nel 1934, la detenzione civile del BAR venne limitata, ma nel mercato clandestino nel 1936, il prezzo per un Colt Monitor al mercato nero era di circa 5000 $, poco meno per i modelli militari. Nel 1968 ne venne imposto il divieto all'importazione, mentre nel 1986 alla produzione, di mitragliatrici per il mercato civile.
Sebbene si sia spesso detto che M1918 e M1918A2 siano stati usati dai membri dell'"Esercito di Liberazione Simbionese" durante gli scontri con agenti del Los Angeles Police Department il 17 maggio 1974, nessun membro del gruppo usò mai simili armi. La confusione deriva dalla decisione della Browning di denominare BAR anche un fucile da caccia degli anni '70. I membri dell'SLA modificarono questo fucile da caccia rendendolo automatico, da qui la confusione.